# علي نوروز
علي حسن نوروز (29 يوليو 1982) لاعب كرة قدم بحريني يلعب حاليا لصالح نادي الدرجة الأولى المنامة البحريني في مركز الوسط المحوري من 2011 كما يجيد اللعب في مراكز الوسط المدافع والوسط المهاجم والوسط الأيمن والجناح الأيمن والوسط الأيسر والجناح الأيسر.